# Amarti a New York
Amarti a New York (It's My Turn) è una commedia sentimentale del 1980 diretta dalla regista statunitense vincitrice del David speciale 1979 Claudia Weill. 
È il film che segna il debutto cinematografico, in un ruolo minore, di Dianne Wiest.

## Trama
Kate, docente di matematica, è una donna soddisfatta della sua vita e della sua relazione con l'agente immobiliare Homer. Un giorno vola a New York per le seconde nozze del padre: sarà l'occasione per conoscere il figlio della futura matrigna Rita, Ben, giocatore professionista di baseball, con il quale nasce subito un'intesa.

## Colonna sonora
Nel film è presente la canzone It's my turn di Diana Ross.